# Verträumte Tage
Verträumte Tage ist ein 1950 überwiegend in Bayern gedrehtes deutsch-französisches Filmmelodram von Emil Edwin Reinert mit Aglaja Schmid und O. W. Fischer in den Hauptrollen. Der Geschichte liegt die Novelle Das Joch von Vicki Baum zugrunde.

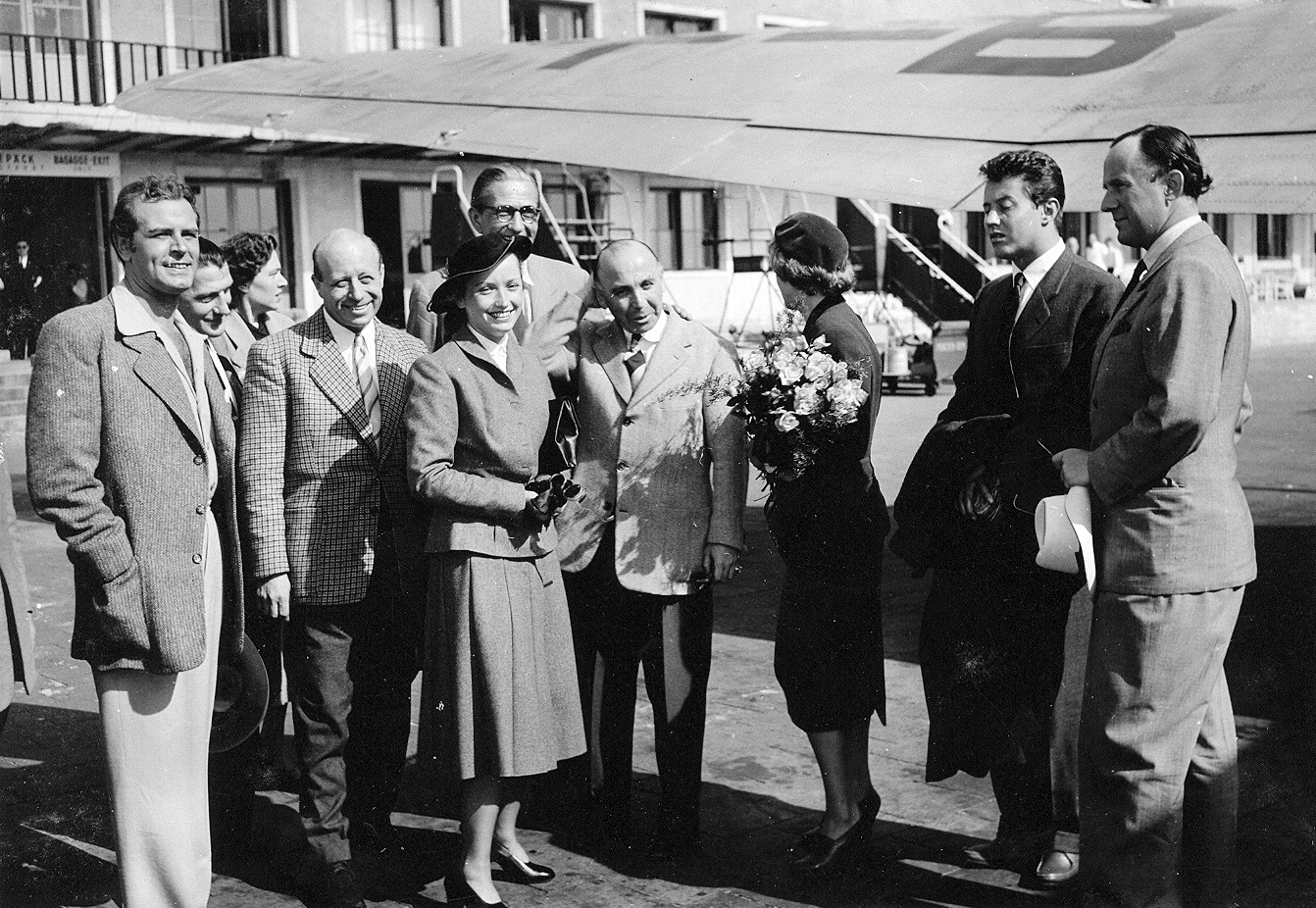
O. W. Fischer (links) mit einem Teil des Teams von Verträumte Tage und der französischen Version L'aiguille rouge am Flughafen München-Riem, 1950

## Handlung
Maja Berger hält sich zwecks seelischer Gesundung in einem Berghotel in den bayerischen Alpen auf. Ihr schwer beschäftigter Mann besucht sie dort nur jeweils am Wochenende. Maja fühlt sich vereinsamt, und obwohl ihr Mann ihr jeden Wunsch von den Lippen abliest, empfindet sie ihr Leben als leer. In der Zwischenzeit hat Maja einen jungen Mann namens Florian Faber kennen gelernt, einen Arzt, den es häufig in die Gipfelwelt zieht. Beide beginnen etwas für einander zu empfinden, und man verlebt die im Titel genannten verträumten Tage. Doch der Drang, gefährliche Bergspitzen zu erklimmen, ist bei Florian so stark ausgeprägt, dass er die Gefahren des Erklimmens unterschätzt. 
Maja bittet Florian, mit ihr wegzugehen, um ein neues, gemeinsames Leben anzufangen. Florian will noch einmal, ein letztes Mal, einen besonders schweren Berg ersteigen, dann, so verspricht er Maja, will er mit ihr ein neues Leben beginnen. Maja begleitet ihren Geliebten bis zur Almhütte, von wo Florians eigentlicher Aufstieg beginnt. Dann kehrt Maja ins Hotel zurück, wo sie ihrem Mann sagen will, dass sie ihn verlassen werde. Florians Aufstieg klappt reibungslos, doch beim Abstieg zieht ein schweres Gewitter auf. Ein Blitz schlägt ins Bergmassiv ein und tötet den abstürzenden Florian sofort. Zutiefst desillusioniert beschließt Maja, mit ihrem ungeliebten Gatten abzureisen. 

## Produktionsnotizen
Verträumte Tage entstand zwischen dem 18. September und dem 25. November 1950 in Filmateliers von München-Geiselgasteig, Mittenwald und Joinville sowie in Mittenwald, Lautersee, Garmisch-Partenkirchen, Kreuzeck, Eibsee und der Zugspitze (Außenaufnahmen). Die deutsche Premiere war am 17. August 1951 in Köln. Von diesem Film entstand auch eine französischsprachige Fassung mit französischen Schauspielern. Sie hieß L’aiguille rouge.
Georges Wakhévitch und F.-Dieter Bartels gestalteten die Filmbauten.

## Kritik
Im Lexikon des Internationalen Films heißt es: „Mit religiöser Dekoration ausstaffiertes Melodram nach Vicky Baums Novelle. Banale Unterhaltung voller kitschiger Verniedlichungen.“